# 中山卓士
中山 卓士（なかやま たかし、1989年3月23日 - ）は、埼玉県出身の元自転車競技（ロードレース）選手で、現在はヴィクトワール広島のGMと運営会社の社長を務める。

## 人物
趣味･特技は自転車競技で、2009年には全日本U23で2位になる。
入学した小松原高校の規則により部活入部が必要となり、父親の勧めで自転車部を体験してみると、部の先輩からセンスがあると言われて入部を決めたのが自転車競技との出会いであった。頑張った分だけ結果につながるという達成感もあって自転車競技にのめり込み、学校をサボって150km走ることもあった。卒業後はアマチュア選手として実業団チームに加入。2009年に宇都宮ブリッツェンに加入、翌年よりベルギーのチームユーラシアムセーフBIKEに加入し欧州でのレース経験をしたが、日本人選手が挑んでいく厳しさを目の当たりにして2013年に帰国し現役引退。
知人の勧めで広島市内の寺に3ヶ月ほどこもり、自分を見つめ直し、その中で広島で地域密着型での自転車の魅力を伝えたくなったという話を聞いてくれたのが、自転車愛好家でもある広島の有力企業の幹部で、運営に関することを教えてもらい、自転車チーム創設に歩みだした。
2014年12月にヴィクトワール広島を創設し、2016年には運営会社のCYCLE LIFE株式会社を設立した。ヴィクトワール広島最初の2年間は監督兼選手としてレース出場もした。2017年より2024年までは運営及び監督兼任し、2025年よりチームのさらなる成長のため運営に専任の予定。

## 略歴
- 2008年
  - アマチュア選手として活躍、Nippo Colnago加入

- 2009年
  - 宇都宮ブリッツェンに加入
  - 全日本選手権 U23 2位

- 2010年
  - チームユーラシアムセーフBIKE（ベルギー）へ移籍

- 2012年
  - Grandprix des Marbriers a Bellignies（フランスUCI） 63位
  - Lebitet（ベルギー） 6位

- 2013年
  - 第30回シマノ鈴鹿ロードには、広島Jallowsから参戦[5]

- 2014年
  - Jプロツアーチーム ロヂャースレーシングチーム 加入[6]
  - 8月23日・24日 第31回シマノ鈴鹿ロード 5ステージ・スズカ 総合優勝[7]
  - 10月5日 第18回JBCFいわきクリテリウム P1 18位[8]
  - 広島で新チーム創設のため選手を集め、12月にヴィクトワール広島を創設

- 2015年
  - ヴィクトワール広島の選手兼監督としてレース出場
  - 3月15日 第2回 JBCF 宇都宮クリテリウム 14位[9]

- 2016年
  - 7月3日 レース中の落車により大腿骨骨折し月末まで入院治療[10]

- 2017年
  - 今シーズンより監督専任[11]

- 2024年
  - 10月9日 今シーズンをもって、監督を退任し運営及びGM専任となることを公表[12]。